# Ammophila ruficosta
Ammophila ruficosta es una especie de avispa del género Ammophila, familia Sphecidae.

## Taxonomía
Fue descrito por primera vez en 1851 por Spinola.